# This Christmas (98 Degrees)
This Christmas è il terzo album in studio del gruppo musicale statunitense 98 Degrees, pubblicato il 19 ottobre 1999.

## Tracce
1. If Every Day Could Be Christmas – 5:04
2. God Rest You Merry, Gentlemen – 4:36
3. The Christmas Song – 4:08
4. I'll Be Home for Christmas – 2:04
5. Oh Holy Night – 3:20
6. This Gift – 4:08
7. Little Drummer Boy – 3:25
8. Christmas Wish – 3:49
9. Silent Night – 3:09
10. Ave Maria (Bach/Gounod) – 1:56
11. This Gift (Pop Version) – 4:09

## Formazione
- Justin Jeffre
- Drew Lachey
- Nick Lachey
- Jeff Timmons

## Classifiche
| Classifica (1999) | Posizione massima |
| ----------------- | ----------------- |
| Stati Uniti       | 27                |